# Brachychiton gregorii
Brachychiton gregorii, con el nombre común de "desert kurrajong", es un pequeño árbol perteneciente al género Brachychiton originario del oeste y norte de Australia. Este género se encontraba clasificado anteriormente en la familia  Sterculiaceae, cambiando ahora a la familia Malvaceae.

## Sinonimia
- Brachychiton acerifolius var. gregorii (F.Muell.) Terracino
- Sterculia gregorii (F.Muell.) W.Fitzg.
- Clompanus gregorii (F.Muell.) Kuntze
- Sterculia diversifolia var. occidentalis Benth.
- Brachychiton populneus var. occidentalis G.Goeze